# Козье молоко

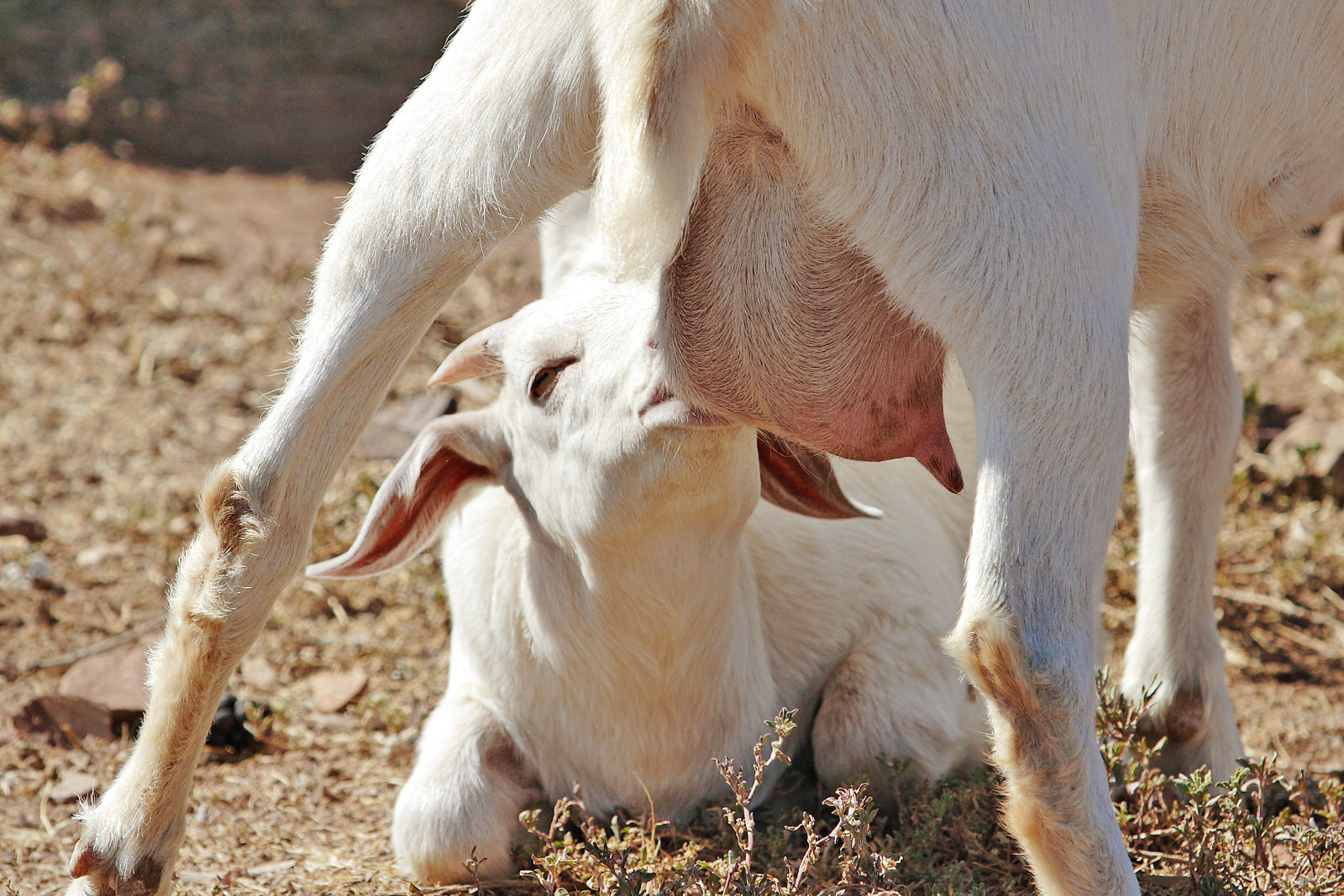
Козлёнок сосущий молоко своей матери

Ко́зье молоко́ — естественное природное материнское молоко, вырабатываемое в виде секрета молочных желёз млекопитающих козами (лат. Capra hircus) для кормления своих новорождённых козлят и используемое людьми после дойки одомашненных и сельскохозяйственных животных козоводства в качестве пищевого продукта (питья) и/или сырья для производства разнообразных кулинарных изделий и блюд.

## Историческая справка

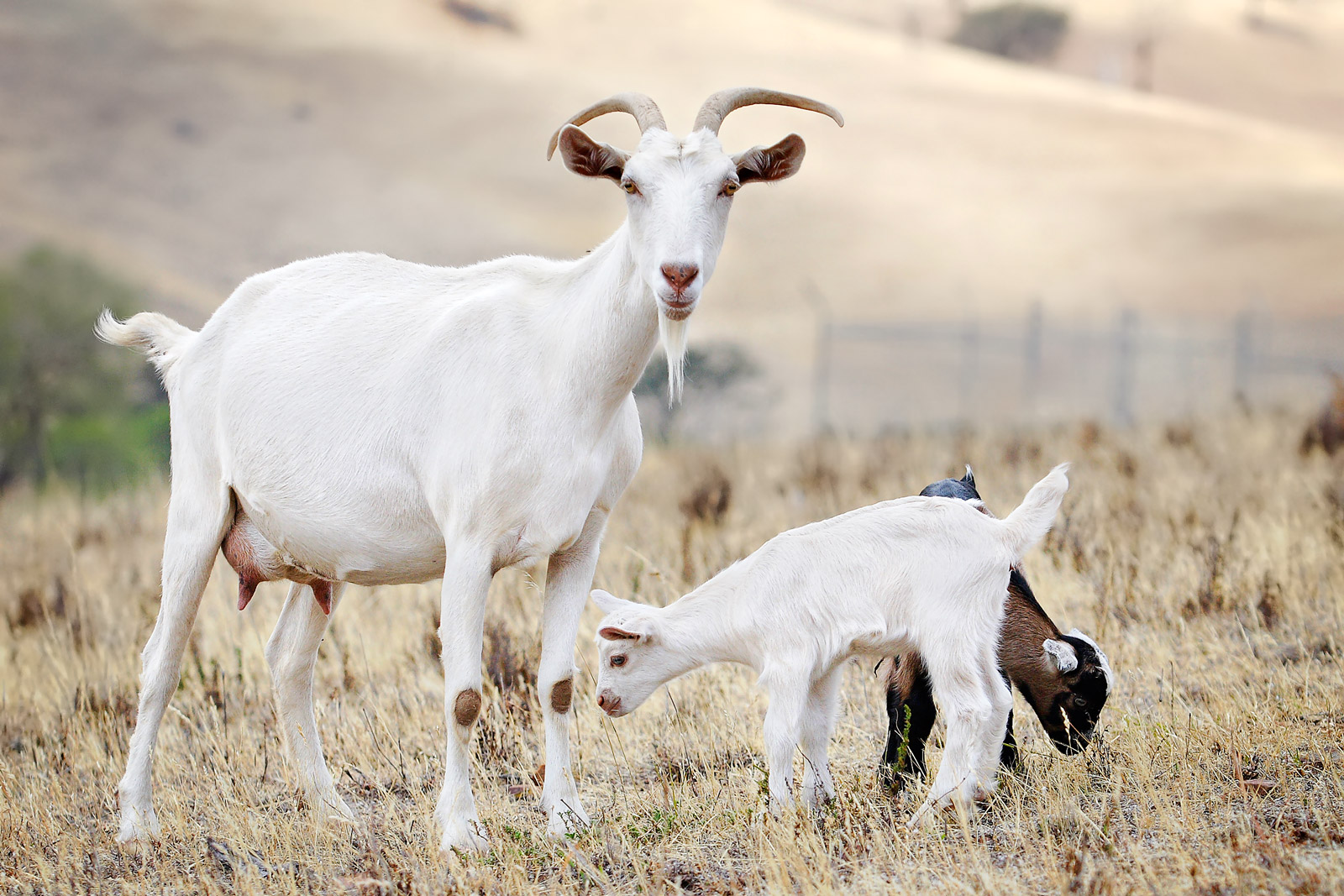
Домашняя коза

С древности козье молоко играло важнейшую роль в жизнедеятельности человека и особенно в народной медицине. Гиппократ Хиосский советовал употреблять козье молоко в избытке. Легенда греческой мифологии Амалфея, унаследованная и адаптированная римлянами, упоминает о козе — выкормившей своим молоком Юпитера. По причине того, что сырое козье молоко может являться переносчиком заразных заболеваний человеку (как бруцеллёз или «мальтийская лихорадка»), к началу XX века потребление такого молока начало сокращаться. В то же время — в 1920-х годах, — в Германии начало наблюдаться заболевание новорождённых детей железодефицитной анемией, что было обусловлено заменой материнского молока женщин, козьим. Населению было неизвестно, что в составе козьего молока, по сравнению с грудным женским молоком, меньше железа. Эти события повлияли к негативной реакции населения европейских и ряда других стран к козьему молоку. Молочные породы коз в Российскую империю (зааненские и тоггенбургские) были завезены князем Урусовым в 1905 году, и в Летнем саду города Петербурга была организована дегустация козьего молока новых пород. В советское время в Подмосковье работал совхоз с привезёнными из-за границы козами зааненской породы, снабжавший молоком партийный аппарат Москвы.

## Особенности козьего молока
Козье молоко обладает специфическим запахом и вкусом, что является причиной неприятия его некоторыми людьми. Химический состав и свойства молока коз близки к составу и свойствам коровьего молока, однако оно отличается более высоким количеством протеина, жира и кальция; содержит много каротина, и посему имеет бледно-жёлтую окраску. Молоко домашней козы имеет жирность от 3,6 % до 6 % и выше, что зависит от породы животного и условий его содержания. В жире козьего молока содержится больше каприновой и линолевой кислот, а шарики жира мельче коровьих, что способствует лучшему усвоению продукта организмом человека. Козье масло имеет белый цвет по причине того, что животные производят молоко с жёлтым бета-каротином, преобразованным в бесцветную форму витамина А. Козье молоко содержит меньше холестерина. Аминокислотный состав белков козьего молока близок к аминокислотному составу белков женского молока, но мицеллы казеина крупнее, чем мицеллы казеина женского и коровьего молока — количество их составляет 133 нм и выше. Казеин козьего молока содержит небольшое количество α-фракций (10—15 %) и поэтому при сычужном свёртывании образуется неплотный сгусток. Козье молоко богато витамином А и ниацином, содержит немного больше железа и магния, чем коровье молоко. Кислотность козьего молока около 17—19 °Т (рН = 6,4÷6,7), плотность — 1033 кг/м³. Козье молоко менее термоустойчиво (выдерживает температуру в 130 °C в течение 19 минут), так как содержит больше ионизированного кальция. Удойность коз около 2—6 литров в сутки, и это ниже, чем удои коров (от 9 до 20 литров в сутки).

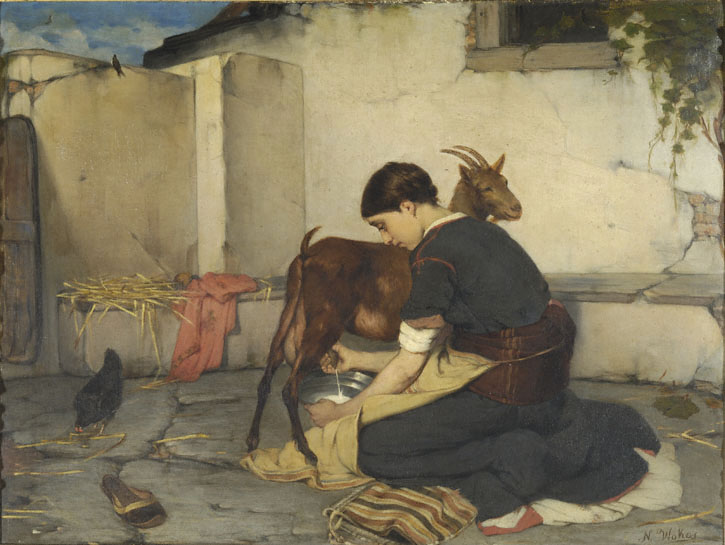
Доение коз всегда было поводом для отражения сельской жизни в искусстве

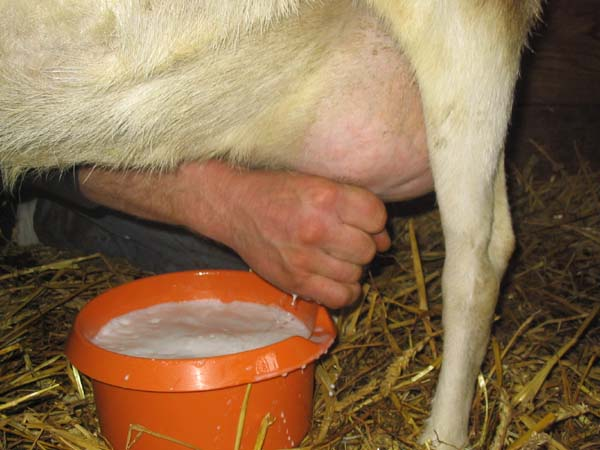
Доение козы

## Состав и пищевая ценность
Химический состав и свойства молока коз близки к составу и свойствам коровьего молока.
Козье молоко имеет и отличия в составе как от коровьего молока, так и от женского молока, что должно учитываться при кормлении детей:
- секреция молока клетками молочных желёз у коз как и у женщин по апокриновому[англ.] типу (с разрушением верхушки клетки и изливанием содержимого), у коров — мерокриновый[англ.] тип (посредством секреторного аппарата клетки).
- белки — 3-4 % (в 3-4 раза выше, чем в женском), около 75 % которых казеин (в женском около 25 %, в коровьем около 80 %), остальное — альбумины, глобулины. При этом казеин в козьем молоке, как и в женском в виде β-казеина, в отличие от коровьего, не имеет αs1-казеина и γ-казеина. А β-казеин отличается от коровьего отсутствием А1-варианта из которого при ферментативном расщеплении в ЖКТ человека образуется коровий β-казоморфин 7. Казеин козьего молока при сычужном свёртывании образует неплотное калье, рыхлые сгустки образуются и при расщеплении другими ферментами в ЖКТ. Содержание α-лактальбумина около 0,4 % (в женском около 0,03 %, в коровьем около 0,07 %), есть β-лактоглобулин[англ.] отсутствующий в женском молоке. В отличие от коровьего и женского, в козьем молоке нет иммуноглобулинов и сывороточных альбуминов[англ.]. Состав незаменимых аминокислот белков козьего и коровьего молока различается не существенно (0-14 %).
- молочные жиры — 4,2-4,4 % (в женском 3,3-4,2 %, в коровьем 3,2-3,9 %). Эмульгированные частицы жира козьего молока размерами меньше коровьего до 10 раз (0,1-2 мкм против 2-4 мкм). Общее содержание легкоусвояемых коротко- и среднецепочечных насыщенных жирных кислот в козьем молоке больше коровьего на 34-42 %, отдельно по насыщенным жирным кислотам (капроновая, каприловая, каприновая, лауриновая, пальмитиновая) на 20-70 %, но миристиновой меньше на 25 %, моно- и полиненасыщенные жирные кислоты различаются от коровьего незначительно. Обеих групп жирных кислот как в коровьем, так и в козьем значительно ниже, чем в женском молоке.
- углеводы — общее содержание углеводов 4,4-4,5 %, что соразмерно с содержанием в коровьем молоке и почти вдвое ниже женского (7,0-7,3 %). В основном представлены лактозой и небольшим количеством других неусвоямых олигосахаридов, способствующих размножению микрофлоры кишечника (превышает содержание их в коровьем молоке в 10 раз).
- витамины — содержанием аскорбиновой кислоты (20 мг/л) козье молоко соизмеримо с коровьим, но в 3 раза беднее женского. Никотиновой кислоты в козьем молоке содержится примерно как в женском и больше, чем в коровьем в 3 раза. Витаминов группы B (B1, B2, B6) в среднем в 2 раза выше чем в женском молоке и схоже с содержанием в коровьем. Витамина B12 в 4 раза меньше (10 мг/л) коровьего и чуть выше женского, а взаимосвязанной с ним в биологических процессах фолиевой кислоты (10 мкг/л) в 5 и более раз меньше, чем в коровьем и женском молоке. Содержание витамина А в козьем молоке как в женском и в 2 раза выше, чем в коровьем, содержание витамина D влияющего на усвоение кальция и витамина E практически не отличается от коровьего и в 2-4 раза ниже, чем в женском молоке. Более высоким содержанием рибофлавина и каротина, возможно, обусловлен и кремовый оттенок козьего молока.
- макро- и микроэлементы — содержание таких макроэлементов как натрий, калий, кальций, фосфор в коровьем и козьем молоке практически идентично и в несколько раз превышает его содержание в женском молоке, при этом биодоступность кальция и фосфора в них ниже. Микроэлементов, как цинк, медь, марганец, молибден в козьем молоке немного выше, чем в коровьем и так же в несколько раз больше, чем в женском. Содержание железа, по данным разных исследований разнятся и может быть больше или меньше, чем в коровьем и женском молоке.
- по калорийности козье молоко практически не отличается от женского и в среднем на 100 ккал/л выше чем коровье.

Мицеллы казеина козьего молока крупнее, чем у женского и коровьего молока и составляют 133 нм и выше. Кислотность козьего молока около 17—19 °Т (рН = 6,4÷6,7), плотность — 1033 кг/м3. Козье молоко менее термоустойчиво (выдерживает температуру в 130 °C в течение 19 минут), так как содержит больше ионизированного кальция.

## Применение козьего молока

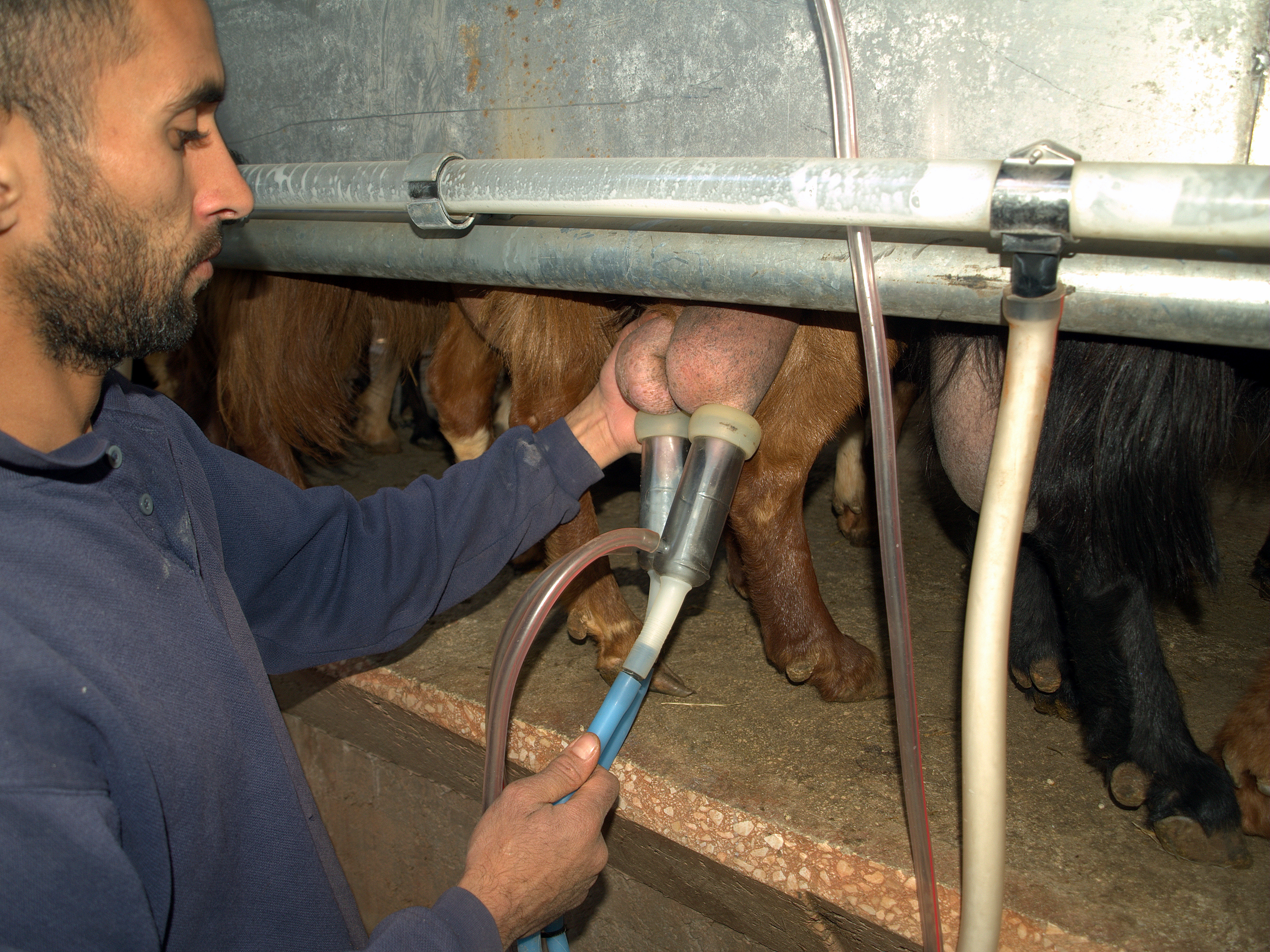
Доильный аппарат коз на ферме оператором машинного доения

Козье молоко и продукты изготовленные из него, как и молоко других молочных сельскохозяйственных животных, в частности крупного и мелкого рогатого скота употребляется человеком в пищу.
Учитывая некоторые особенности химического состава козьего молока, иногда оно применяется в качестве ещё лечебно-диетического питания дополнительно к основным лечебно-профилактическим мероприятиям при некоторых заболеваниях, к примеру взамен коровьего молока. Учитывая разницу белкового состава, в частности казеина, козье молоко легче переваривается и усваивается, по сравнению с коровьим (что, особенно учитывая отсутствие образования казоморфинов, может играть роль у больных язвенной болезнью желудка и 12-перстной кишки). Наличие белков, кальция и фосфора в молоке может восполнять его недостаток при дефиците в организме и при повышенной потребности при некоторых заболеваниях (к примеру играющие роль в патогенезе туберкулёза), одновременно, при повышенном их поступлении выше потребности организма может возникнуть повышенная нагрузка на почки и печень в связи с необходимостью выведения их избытков или продуктов метаболизма, что следует учитывать при патологиях этих органов и в раннем детском возрасте.

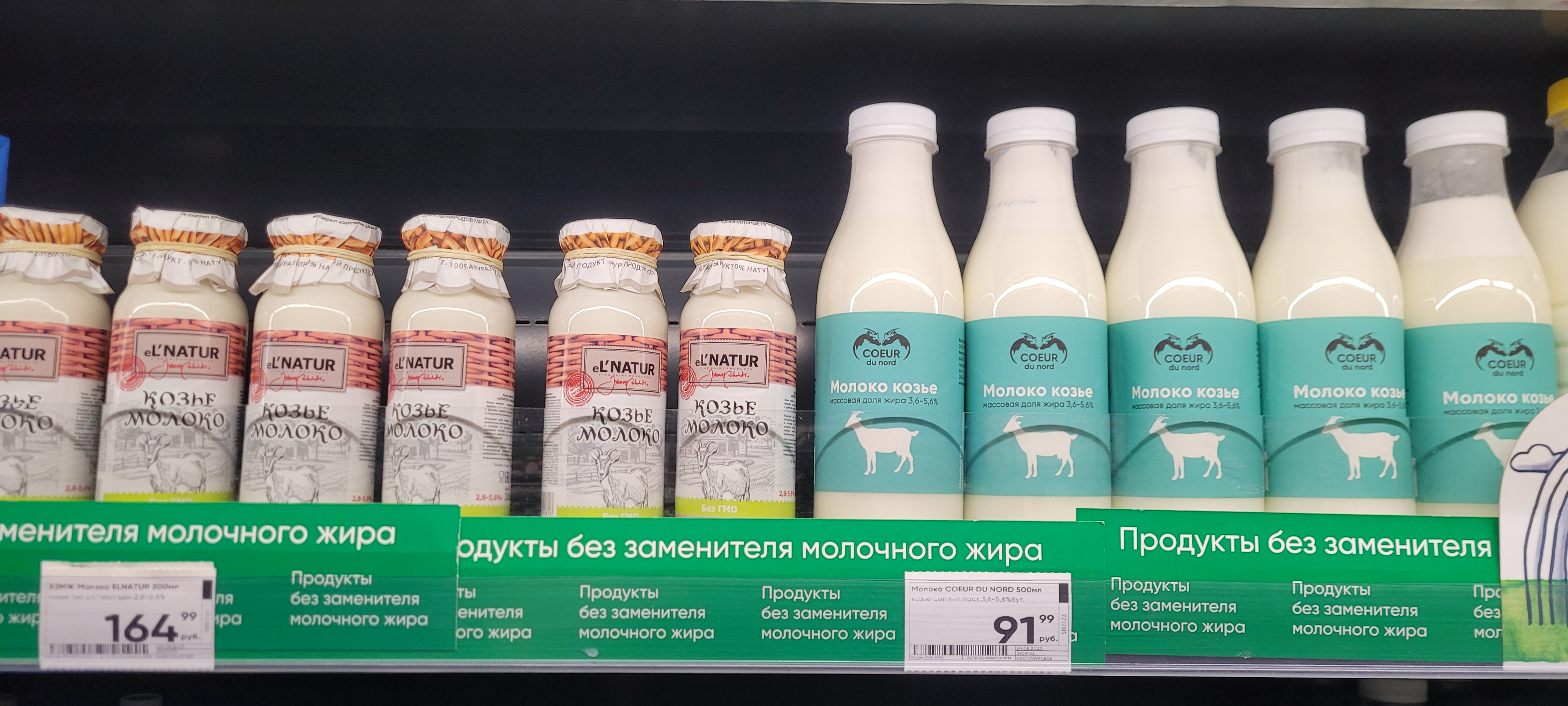
Козье молоко на полке магазина Перекрёсток, Пермь, 2023

Как и цельное коровье, козье молоко не рекомендуется для употребления детьми грудного возраста из-за несоответствия состава козьего молока с женским и несовершенством органов пищеварения ребёнка для переваривания эволюционно не предусмотренной пищи. Недостаток фолиевой кислоты при применении козьего молока взамен грудного вскармливания, у детей приводит к развитию B12-фолиеводефицитной анемии. При возникновении аллергической реакции у детей к коровьему молоку, вопреки расхожему мнению, одинаково высока вероятность развития её и к козьему молоку, обладающего тоже высокой аллергенностью.
При употреблении некипячёного или не прошедшего пастеризацию козьего молока и не прошедших термическую обработку продуктов из него, человек может заразиться алиментарным путём вирусным клещевым энцефалитом, так как у коз отсутствует врождённый иммунитет к данному заболеванию и при укусе заражённого клеща так же болеют и вирус проникает в молоко, в отличие от коров. Что играет немаловажную роль так же в диагностике заболевания, так как в таких случаях заражения может не быть предшествующего укуса человека клещом или даже выхода на природу. Через сырое козье молоко и продуктов изготовленных из него без термической обработки, чаще приобретаемого у частных лиц, в отличие от производимого промышленно и пастеризованного коровьего, могут передаваться и некоторые другие зоонозные и зооантропонозные инфекции, в частности бруцеллёз.

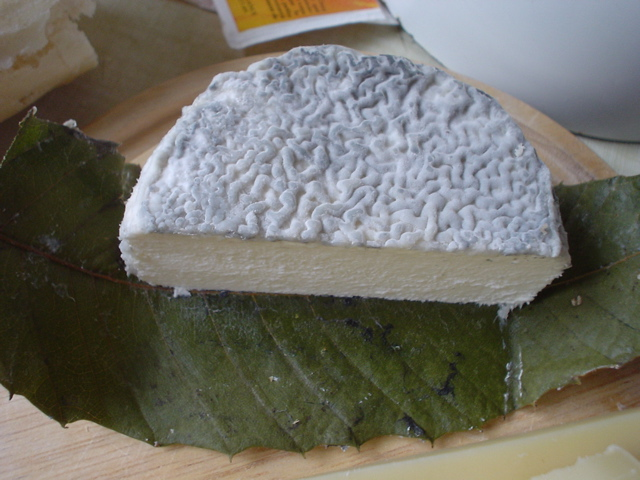
Пелардон — один из сортов сыра, изготавливаемый из козьего молока

## Продукты питания из козьего молока
Из козьего молока вырабатывают сыры (как рассольные сыры, в том числе и брынзу), масло, мороженое, йогурты, десерты и муссы (например, «дульсе де лече»), и иные продукты питания.